# 2021年喀布爾機場襲擊事件

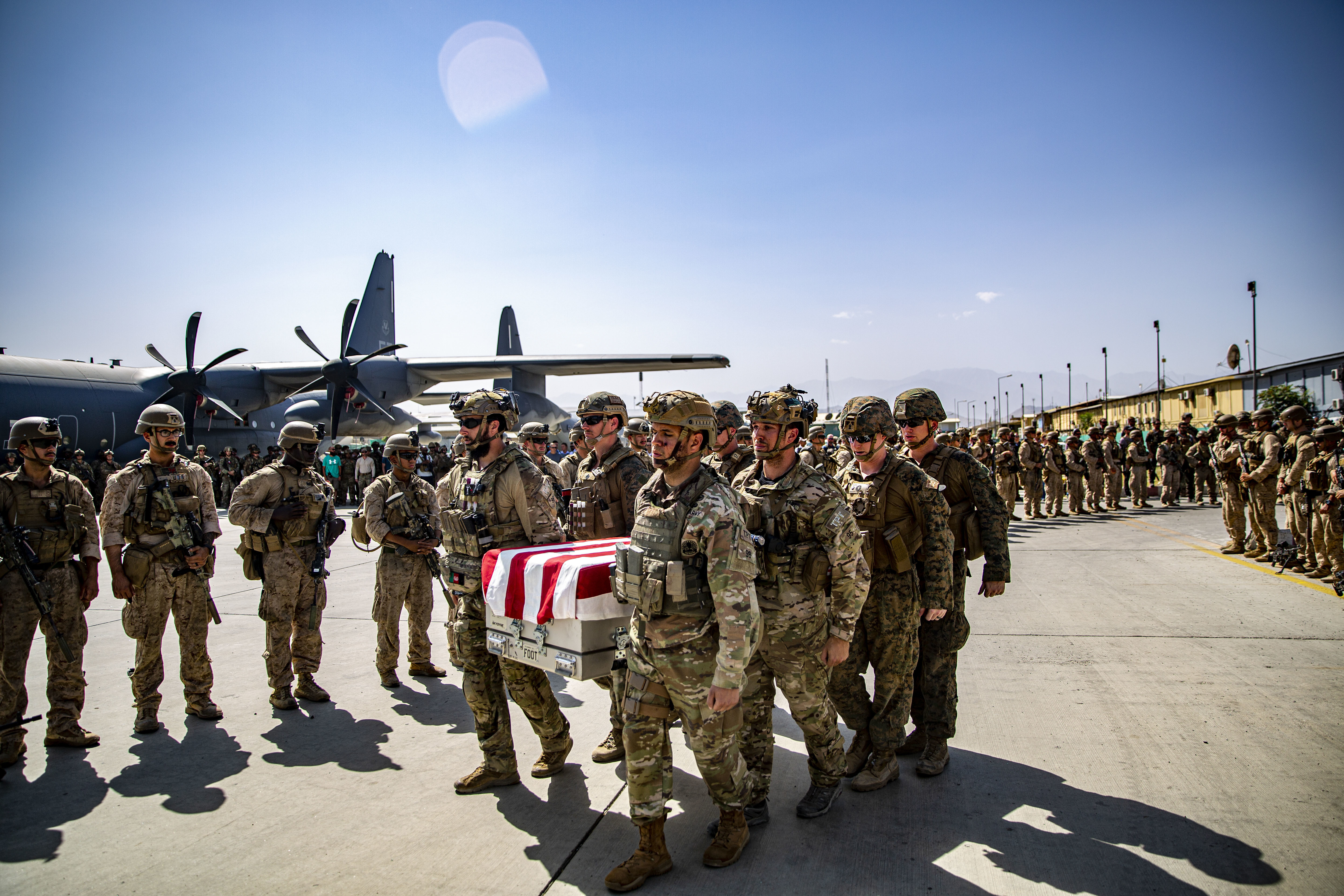
2021年8月27日，在喀布尔国际机场发生自杀式恐怖袭击后，美国部队护送在撤离行动中阵亡的军人遗体离开

2021年喀布爾機場襲擊事件發生於撤侨行动期间的2021年8月26日阿富汗时间17:50（协调世界时13:20），阿富汗哈米德·卡尔扎伊国际机场附近发生自杀式爆炸，之後几十米之外又發生第二次爆炸。（美方後來認為僅有一次爆炸）至少182人在袭击中丧生，其中包括62名阿富汗平民、28名塔利班成员、13名美国军人和3名英国公民。这是自2020年2月以来美军在阿富汗首次出現伤亡，伤者中至少有18名美军人员。
伊斯兰国呼罗珊省宣佈對此次襲擊事件負責。塔利班发言人和阿富汗全国联盟领导人阿卜杜拉·阿卜杜拉谴责了这次袭击，多個国家对袭击表示谴责，并声援受害者和在机场进行疏散的部队，欧洲联盟委员会和联合国也同样谴责了这次袭击。美國总统喬·拜登发表讲话表示承诺要追究肇事者的责任，让他们“付出代价”。8月27日，美国军方宣布使用无人机定点清除一名喀布尔机场爆炸袭击的策划者和一名推動者，另有一人受傷。8月29日，美國又在阿富汗對認定的伊斯蘭國目標發動空襲，造成包括7名兒童在內的10人死亡。9月，美國為誤殺平民道歉。12月，美國國防部決定不會處罰與誤殺平民有關的軍事人員。
2022年2月4日，美国国防部認為喀布尔机场的爆炸是由一名单独的炸弹袭击者引起。CNN認為美国军方的调查有局限性，因為他們没有与任何阿富汗医院员工以及阿富汗平民交流。CNN表示有多名现场目击者提到爆炸发生后不久有士兵向民众开枪。一位專業人士對CNN表示根據爆炸后周围墙壁的损坏表明炸弹的威力可能没有那么大。